# Ганс Геннінг
Ганс Геннінг (нім. Hans Henning; 27 червня 1895, Шарлоттенбург — 16 січня 1948, Гамбург) — німецький військово-морський діяч, контрадмірал крігсмаріне (1 вересня 1942).

## Біографія
1 квітня 1914 року вступив на службу у ВМС. Освіту здобув на важкому крейсері «Вінета». Під час Першої світової війни служив на важких крейсерах «Дерффінгер» (1 вересня 1914 — 11 серпня 1915) і «Лютцов» (12 серпня 1915 — 1 червня 1916), потім 2-й торпедний офіцер на лінійному кораблі «Баден». У березні-травні 1918 року пройшов підготовку в школі підводного плавання, з 12 травня 1918 року — прапор-лейтенант школи. З 1 жовтня 1918 року — вахтовий офіцер на підводному човні U-33.
У грудні 1918 року переведений в інспекцію підводного флоту, а 20 січня 1919 року — в штурмову морську роту 1-го гвардійського резервного полку. Брав участь в боях з комуністами. З 16 червня 1919 року — прапор-лейтенант Балтійської флотилії. 27 червня 1919 року призначений командиром підводного човна UZ-21, а 8 жовтня 1919 року — вахтовим офіцером на міноносець S-135, потім служив на різних міноносцях, пройшов курс навчання в військово-морському училищі в Мюрвіку (1921). З 7 квітня 1924 року — вахтовий і торпедний офіцер на крейсері «Берлін». З 23 вересня 1926 року — командир міноносця G-11, з 26 вересня 1927 року — Т-190 і прапор-лейтенант 1-ї півфлотилії міноносців. 26 вересня 1928 року призначений офіцером зв'язку ВМС при командуванні сухопутних сил в Імперському військовому міністерстві. 14 жовтня 1930 року зарахований в розпорядження адмірала Еріха Редера, а 1 жовтня 1931 року направлений на службу в Морський відділ Морського керівництва. З 29 квітня 1934 року — командир 4-ї торпедної півфлотилії, з 1 жовтня 1935 року — 4-ї флотилії. У 1936-37 навчався у Військовій академії.
12 квітня 1939 року направлений в Париж військово-морським аташе. Це був дуже важливий пост, оскільки Німеччина була перш за все зацікавлена в тому, щоб вивести з війни потужний ВМФ Франції. 4 вересня 1939 року переведений в розпорядження головнокомандувача сухопутними військами, а 11 жовтня 1939 року призначений військово-морським аташе в Копенгагені. Після окупації Данії німецькими військами де-юре зберіг свій пост, оскільки Данія вважалася не окупованою, а зайнятою країною, і в ній продовжував функціонувати королівський уряд. Одночасно з 8 квітня 1940 по 9 червня 1942 року займав пост начальника штабу командувача ВМС в Данії, а з 16 квітня по 3 червня 1941 року виконував обов'язки командувача. 12 січня 1943 року призначений військово-морським аташе німецького посольства в Лісабоні. 8 травня 1945 року заарештований союзниками. 2 квітня 1946 року звільнений.

## Нагороди
- Залізний хрест
  - 2-го класу (13 грудня 1916)
  - 1-го класу (23 березня 1919)
- Орден Альберта (Саксонія), лицарський хрест 2-го класу з мечами (20 серпня 1918)
- Орден Фрідріха (Вюртемберг), лицарський хрест 2-го класу з мечами (22 серпня 1918)
- Нагрудний знак підводника (1918)
- Нагрудний знак «За поранення» в чорному
- Балтійський хрест (27 серпня 1919)
- Орден Заслуг (Чилі), лицарський хрест (10 грудня 1925)
- Почесний хрест ветерана війни з мечами
- Медаль «За вислугу років у Вермахті»
  - 4-го, 3-го і 2-го класу (18 років; 2 жовтня 1936) — отримав 3 нагороди одночасно.
  - 1-го класу (25 років; 1 квітня 1939)
- Орден морських заслуг (Іспанія) 3-го класу, білий дивізіон (21 серпня 1939)
- Медаль «У пам'ять 22 березня 1939 року» (19 вересня 1939)
- Медаль «У пам'ять 1 жовтня 1938 року» (5 жовтня 1939)
- Застібка до Залізного хреста 2-го класу (19 червня 1940)
- Хрест Воєнних заслуг
  - 2-го класу з мечами
  - 1-го класу з мечами (30 січня 1942)